# Europese weg 251
De Europese weg 251 of E251 is een Europese weg die loopt van Sassnitz in Duitsland naar Berlijn in Duitsland.

## Algemeen
De Europese weg 251 is een Klasse B-verbindingsweg en verbindt de Duitse steden Sassnitz en Berlijn en is ongeveer 250 kilometer lang. De route is door de UNECE als volgt vastgelegd: Sassnitz - Stralsund - Neubrandenburg - Berlijn.